# NGC 7839
NGC 7839 é uma estrela dupla na direção da constelação de Pegasus. O objeto foi descoberto pelo astrônomo Guillaume Bigourdan em 1886, usando um telescópio refrator com abertura de 12 polegadas. 